# Welden
Welden – gmina targowa w Niemczech, w kraju związkowym Bawaria, w rejencji Szwabia, w regionie Augsburg, w powiecie Augsburg, siedziba wspólnoty administracyjnej Welden, w Parku Natury Augsburg – Westliche Wälder, około 20 km na północny zachód od Augsburga, nad rzeką Laugna.

## Polityka
Wójtem gminy jest Peter Bergmeir z SPD, rada gminy składa się z 16 osób.
|      | CSU | SPD | FWV Welden/Reutern | BG Welden-Reutern | Razem |
| 2008 | 5   | 4   | 3                  | 4                 | 16    |
| 2002 | 4   | 5   | 3                  | 4                 | 16    |